# Holy (canção)
"Holy" é uma canção do cantor canadense Justin Bieber com participação do rapper norte-americano Chance the Rapper, gravada para o sexto álbum de estúdio de Bieber Justice (2021). Foi lançada como primeiro single do álbum pela Def Jam Recordings, em 18 de setembro de 2020. O single marca o quarto single colaborativo da dupla após "Confident" (2013) e teve participações em "I'm the One" (2017) e "No Brainer" (2018).

## Antecedentes e composição
Bieber e o cantor norte-americano Chance The Rapper trabalharam juntos pela primeira vez em 2013, quando o rapper escreveu a letra do single "Confident". Bieber mais tarde apareceu na música de seu parceiro "Juke Jam" em 2016, e mais tarde eles colaboraram nas canções "I'm the One" e "No Brainer". Em 15 de setembro de 2020, Bieber anunciou pela primeira vez o lançamento de um novo single para 18 de setembro, que seria acompanhado por um curta-metragem dirigido por Colin Tilley.
"Holy" combina elementos da música gospel, música cristã espiritual e R&B com a voz plana característica de Bieber.

## Videoclipe
O videoclipe, dirigido por Colin Tilley foi lançado em 18 de setembro de 2020. É estrelado por Wilmer Valderrama e Ryan Destiny.